# Національний музей Удмуртської Республіки імені Кузебая Герда
Національний музей Удмуртської Республіки імені Кузебая Герда (рос. Национальный музей Удмуртской Республики имени Кузебая Герда; стара назва — Удмуртський краєзнавчий музей) — національний музей Удмуртії (Росія), розташований у столиці Республіки місті Іжевську.

## Загальні дані
Національний музей Удмуртської Республіки імені Кузебая Герда міститься в історичній будівлі Іжевського Арсеналу і розташований за адресою:
вул. Комунарів, буд. 287, м. Іжевськ-426034 (Республіка Удмуртія, Росія).
Директор закладу — Мартинова Раїса Федорівна.

## З історії та сьогодення закладу
Удмуртський краєзнавчий музей було відкрито 1920 року.
У 1926 році директором музею був видатний удмуртський етнограф, поет, фольклорист і просвітник Удмуртії Кузебай Герд. Лише по десятиліттях його ім'я було присвоєно музейному закладу.
У теперішній час у головному музеї Республіки Удмуртія розгорнуто широку стаціонарну історичну експозицію «Історія та культура краю VIII тис. до н. е. — XX ст.». Це велика виставка, що займає чотири зали, є плодом величезної кропіткої праці колективу закладу протягом десятиліть. Уперше історія країни та удмуртів подається у загальній ретроспективі.
Експозиція музею включає рідкісні предмети з археологічних та етнографічних зібрань.
Колектив співробітників музейного закладу — творців виставки було удостоєно найвищої республіканської нагороди — Державної премії Удмуртської Республіки.

## Джерело-посилання
- Національний музей Удмуртської Республіки імені Кузебая Герда на Офіційне інтернет-представництво Удмуртської Республіки (рос.)